# Hill Ridware
Hill Ridware är en by i Staffordshire i England. Byn är belägen 16,9 km 
från Stafford. Orten har 799 invånare (2015).